# Діазирини
Діазирини —  органічні циклічні азосполуки з подвійним N=N зв'язком у тричленному циклі. Перший представник гомологічного ряду є газоподібною сполукою за нормальних умов. Низькомолекулярні діазирини вибухонебезпечні.

## Отримання
Окиснення 3,3-діалкілдіазиридинів оксидами срібла та ртуті або перманганатом калію у лужному середовищі
Гідроліз діазиридинотріазолідинів з одержанням 3-алкілдіазиринів
Незаміщений діазирин одержують з формальдегіду, амоніаку і хлораміну
Дія дихлораміну на N-алкіл азометини
Дія лужного розчину гіпохлориту натрію на метилендиамін
Взаємодія амідну з гіпохлоритом натрію в середовищі диметилсульфоксид-вода з одержанням 3-алкіл-3-хлордиазиринів

## Хімічні властивості
Молекула діазирину містить делокалізовані неподільні електронні пари на атомах нітрогену. Реакції, у які вступають діазирини можна розділити на декілька типів: реакції з розкриттям, збереженням і розширення циклу.

### Реакції зі збереженням циклу
1. Алкілування заміщених діазиринів по атому Нітрогену бічного ланцюга
2. Взаємодія з нуклеофільними реагентами з одержанням заміщених діазиридинів
3. Відновлення діазиридинів

### Реакції з розкриттям циклу
1. Фотоліз з утворенням карбенів
2. Термоліз
3. Кислотне розщеплення діазиринів. Реакції відбуваються лише під дією сильних кислот

### Реакції з розширенням циклу
Реакції з розширенням циклу можливі лише для сполук з кратними зв'язками
1. Утворення піразолів з вінілазиринів
2. Утворення триазолів